# Rhomboxiphus colmani
Rhomboxiphus colmani är en blötdjursart som först beskrevs av Palmer 1974.  Rhomboxiphus colmani ingår i släktet Rhomboxiphus och familjen Entalinidae. Inga underarter finns listade i Catalogue of Life.